# 徐載弼
徐载弼（韓語：서재필，1864年1月7日—1951年1月5日），字允卿，号松斋、又号双庆，韩国独立运动政治家、思想家、改革者、医生，《独立新闻》和独立协会创始人，首位加入美国国籍和首位获得美国医学学位的韩国人。
徐载弼出生于朝鲜王朝末期的士绅家庭，早年是朝鲜官派日本的留学生，后因参与金玉均、朴泳孝等开化派发动的甲申政变並獲叛逆大罪而流亡美国。在美期间，他在美国大学获得医学学位，入美国国籍，并与美国邮政署署长的女儿，美国总统詹姆斯·布坎南的远亲结婚。
1896年1月至1898年5月，徐载弼在被赦免反叛罪后回到朝鲜，从事民众思想启蒙与社会改革方面的独立运动，先后创建《独立新闻》和独立协会。三一运动后，他在美国积极进行支持韩国独立的政治活动。韩国光复后，他被驻韩美军聘为首席顾问，于1947年重返韩国。由于其民主思想与李承晚专政理念相左，他最终于1948年9月再次返回美国，1951年1月5日在美去世。1994年4月，他的骨灰被运回韩国安葬于国立首尔显忠院。

## 早年生涯
1864年1月7日，徐载弼出生于朝鲜王朝全罗道宝城郡文德面可川里的一个士绅家庭，7岁时被过继给同宗族的一位叔父作养子。1877年，他与朝鲜开化派代表人物金玉均相识，后于1879年结党。1882年，徐载弼参加朝鲜科举别试及第后获得校书馆副正字之职，但在金玉均的劝说下次年成为朝鲜官派日本的留学。他先是在福泽谕吉创办的庆应义塾学习日语，后就读于户山陆军学校，1884年6月8日回国。1884年12月，徐载弼参与了金玉均、朴泳孝等人发动了甲申政变。但政变后建立的改良派政府只维持了3天就被袁世凯率领的清军推翻。徐载弼与其它政变人员一起逃往日本。他的家人因受株连全部遇难。1885年4月，徐载弼流亡美国。

## 流亡美国

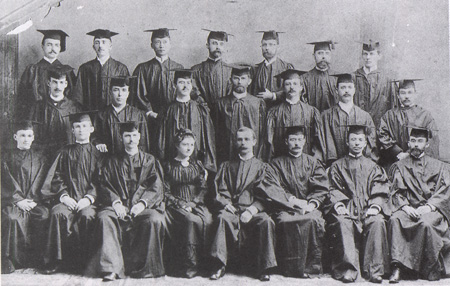
1892年徐载弼哥伦比亚医学院毕业集体照

到达美国后，徐载弼在教会的帮助下，得到美国富豪霍伦贝克（John W. Hollenback）的资助，于1886年9月进入宾夕法尼亚的一所高中学习。1890年，徐载弼入美国籍，取英文名Philip Jaisohn，是首位加入美国国籍的韩国人。1890年至1891年间，他就读于拉法叶学院，住在他的教授的家里。之后，他又就读于哥伦比亚医学院（Columbia Medical College，今乔治·华盛顿大学医学院）。精通韩、中、日、英多种语言的徐载弼在此期间为一家学会做翻译，勤工俭学，1892年获得该校医学学士学位，成为首位获得美国医学学位的韩国人。1893年，他与美国邮政署署长的女儿，也是美国总统詹姆斯·布坎南的远亲穆里尔·阿姆斯特朗（Muriel Armstrong）结婚。两人育有两个女儿。

## 返回韩国

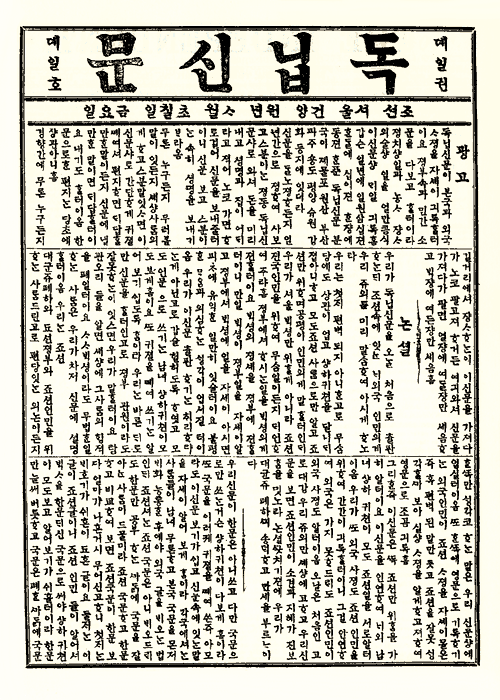
徐载弼创办的《独立新闻》

甲午更张后，甲申政变被平反。1896年1月，徐载弼在朴泳孝的劝说下回到朝鲜，任中枢院顾问。为开展朝鲜大众的思想启蒙教育，他于1896年4月7日创办了朝鲜历史上的首份韩文民营报纸《独立新闻》。《独立新闻》宣扬西方资产阶级天赋人权，人人平等的自由、博爱与民权思想，鼓吹民族独立，很受朝鲜民众欢迎。其发行量由创刊号的300份最后增长到3000多份，是韩国近代具有里程碑意义的报纸。
随着《独立新闻》影响的不断扩大，徐载弼于1896年7月2日又创建了相应的社会团体“独立协会”。独立协会宣扬独立自主和民主主义思想，其机关刊物《大朝鲜独立协会会报》是《独立新闻》下属的半月刊。在徐载弼的推动下，独立协会在原用于迎接中国使节的迎恩门附近建造了独立门，将原迎恩门旁的慕华馆改建为独立馆，作为独立协会的办公室。1897年，高宗改国号大韩帝国后，独立协会的批判矛头开始由中国转到日本和沙俄。1898年开始，独立协会由思想启蒙运动转变为政治改革运动，倡导保护国家主权，维护人权和财产权，并掀起了成立西方式议会制度的运动。由于其政治理念与朝鲜政府保守思想的冲突，独立协会最终于1898年12月25日被取缔。
在徐载弼的推动下，独立协会还组织了“万民共同会”。为声讨沙俄的渗透，独立协会于1898年3月10日在今首尔钟路举行了首次万民共同会，向万余民众发表演说，要求政府维护国家主权。大韩帝国政府后以“全国公议物论”和“众情实为不协”为由拒绝了沙俄对绝影岛的租借要求。沙俄被迫关闭了韩俄道胜银行，并从韩国撤走财政顾问和军事教官。万民共同会后逐渐发展成为韩国民众自发性群众大会。

## 重返美国

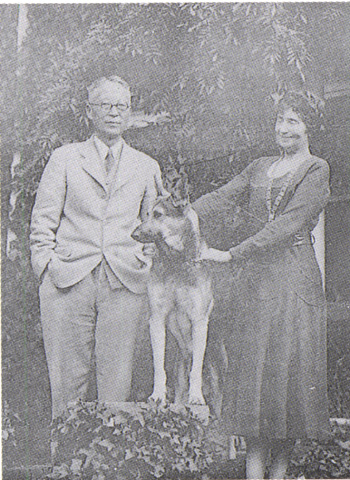
徐载弼与夫人

虽然徐载弼回到韩国的时间不长，但其影响力却日益强大。恐于徐载弼的韩国当局发了一个假电报称徐载弼的岳母病危。徐载弼于是与夫人一起于1898年5月14日匆匆离开韩国返美。徐载弼回到美国后，先是在美西战争中担任军医，后在宾夕法尼亚大学的一个研究所工作。1904年，他与朋友合伙在宾夕法尼亚威尔克斯-巴里开了家文具店。文具店很成功，他后又在费城开了一家文具印刷店。徐载弼用生意挣来的钱资助韩国独立运动。
1919年韩国国内爆发大规模三一反日运动后，他于同年4月在费城组织了历史性的第一次韩国人联合会（First Korean Congress），并成立了韩国信息部（Korean Information Bureau）和韩国友好同盟会（League of Friends of Korea）。此外，他还创办了宣言韩国独立运动的月刊《韩国评论》（Korean Review）。由于对韩国独立运动的大量资金支出，徐载弼的财务状况恶化。1925年破产后，他借钱在宾夕法尼亚大学进行了一年的学习，后在多家医院作病理学医生，并发表了5篇学术论文。1936年，他在宾夕法尼亚切斯特开了家自己的诊所，并继续发表学术文章。

## 韩国光复后

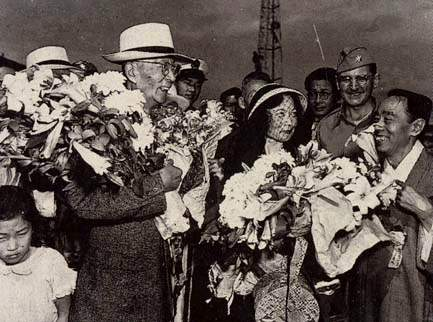
徐弼载与女儿在韩国仁川，1947年

1945年日本无条件投降后，韩国光复。1947年，徐载弼以驻韩美军首席顾问的身份重返韩国。起初，他在韩国很受欢迎，被视为甲申政变唯一幸存者，同时又不是亲日派。不过，由于与李承晚专政理念相左，他于1948年9月再次离开韩国返回美国。1951年1月5日，徐载弼在宾夕法尼亚諾里斯敦去世。1994年4月，他的骨灰被运回韩国，安葬在韩国国立首尔显忠院。

## 家庭
- 養父母：徐光夏（1851—1926）、安東金氏（1848—1897）[7]
- 生父：徐光孝（1800—1884），字聖規，徐相夔次子、徐德修（贞圣王后姪兒）來孫；有四子一女，徐載弼為次子[8]
- 生母：星州李氏（1830—1885），李箕大的女兒、任龍材外孫女
  - 繼配：光山金氏（1862—1885），金永奭的女兒、金長生後代
    - 長女：達城徐氏（1877—1906），父親一說是徐載弼的哥哥徐載春，育有二子[9]
    - 女婿：金斗鎭（1873—1923），字星七，本貫安東金氏，金尚容後代、金泰均之子，大韓帝國法部主事

  - 繼配：穆里爾·瑪麗·阿姆斯特朗（Muriel Mary Armstrong），育有二女

## 纪念
- 韩国首尔独立门旁建有徐载弼雕像[3]。
- 韩国驻美国华盛顿领事馆内建有徐载弼铜像[10]。
- 1975年在美韩侨成立了徐载弼基金会[11]。徐载弼在美国宾夕法尼亚的故居已成为该基金会的一个纪念馆[12]，并于1994 年5月21日被宾夕法尼亚州指定为历史建筑[13]。
- 韩国培材大学徐载弼学院以徐载弼的名字命名[14]。